# Simón García (urugwajski piłkarz)
Simón García – piłkarz urugwajski, pomocnik.
Jako piłkarz klubu Montevideo Wanderers wziął udział w turnieju Copa América 1949, gdzie Urugwaj zajął szóste miejsce. García zagrał we wszystkich siedmiu meczach - z Ekwadorem, Boliwią (wszedł za niego na boisko Esteban Suárez), Paragwajem, Kolumbią, Brazylią, Peru i Chile.
W reprezentacji Urugwaju García grał tylko w 1949 roku podczas turnieju Copa América - rozegrał w niej łącznie 7 meczów i nie zdobył żadnej bramki.